# Ritratto di giovane (Jacometto Veneziano)
Il Ritratto di giovane è un dipinto a olio su tavola trasportato su tela di Jacometto Veneziano, databile tra il 1472 e il 1497 circa e conservato presso privati, tra cui la Collezione Contini Bonacossi.  

## Storia
Riconosciuto nei commenti del Longhi come "fantin veneziano lieto e innocente" tra le opere giovanili del Carpaccio con datazione intorno al 1480 e successivamente dallo Zampetti, dall'Agosti con Vittorio Sgarbi attribuisce il ritratto al 1485, in una fase di collaborazione tra Carpaccio e Antonello da Messina. Già il Fiocco nel 1958 ne mise in dubbio l'attribuzione, ma fu lo stesso Sgarbi a proporre successivamente il nome Jacometto Veneziano, allievo di Antonello da Messina e con lui, il Pinna. Lucco propone di identificare l'autore in Jacobello di Antonello, figlio di Antonello da Messina.
Venne messo all'asta nel 2009 da Sotheby's di Milano come opere di Jacometto Veneziano con una valutazione tra i 150 000 e 200 000 euro e venduto per una stima intermedia di 180 000 euro.
Il dipinto è riconosciuto di particolare interesse storico artistico con Decreto Ministeriale in data 23 gennaio 1998.